# Forcipomyia hylecoeta
Forcipomyia hylecoeta är en tvåvingeart som beskrevs av Yu och Xu 2000. Forcipomyia hylecoeta ingår i släktet Forcipomyia och familjen svidknott.
Artens utbredningsområde är Heilongjiang (Kina). Inga underarter finns listade i Catalogue of Life.